# Osman Hussein
Osman Hussein (* 1951 im Sudan) ist ein sudanesischer Politiker. Er ist seit dem 19. Januar 2022 amtierender Ministerpräsident des Sudan.

## Leben
Vom 13. März 2019 bis zum 19. Januar 2022 war er Generalsekretär des Amtes des sudanesischen Kabinetts.
Er ist der Nachfolger von dem am 2. Januar 2022 zurückgetretenen sudanesischen Ministerpräsidenten Abdalla Hamdok.